# 66 Pułk Piechoty (LWP)
66 Pułk Piechoty (66 pp) – oddział piechoty ludowego Wojska Polskiego.
Pułk został sformowany w 1951 roku, w garnizonie Olsztyn, w składzie 21 Dywizji Piechoty, według etatu Nr 2/130 o stanie 1234 żołnierzy i 41 pracowników cywilnych.
Jesienią 1952 roku jednostka została przeformowana na etat Nr 2/152 o stanie 1060 żołnierzy i 13 pracowników kontraktowych oraz podporządkowana dowódcy 15 Dywizji Piechoty.
W terminie do 1 maja 1955 roku oddział został przeformowany w 66 pułk zmechanizowany i podporządkowany dowódcy 15 Dywizji Zmechanizowanej im. Gwardii Ludowej. W 1957 roku pułk został rozformowany.

## Struktura organizacyjna
- dowództwo i sztab
- 2 bataliony piechoty
- artyleria pułkowa
  - dwie baterie armat 76 mm
  - bateria moździerzy
- pułkowa szkoła podoficerska
- kompania łączności
- kompania gospodarcza
- pluton saperów